# التحقيق في المقابر الجماعية في شيماني
في عام 1998، وجه جندي سريلانكي محاكمة بتهمة الاغتصاب والقتل، مزاعم بوجود مقابر جماعية في تشيماني . وزعم أن مئات الأشخاص الذين اختفوا من شبه جزيرة جافنا بعد أن استعادتها القوات الحكومية من نمور التاميل في عامي 1995 و1996 قتلوا ودُفنوا في مقابر جماعية بالقرب من قرية تشيماني. هناك تقارير تشير إلى أن هناك ما بين 300 إلى 400 جثة مدفونة هناك.
وقد عثرت الحفريات التي تمت مراقبتها دولياً في عام 1999 على 15 جثة، تم التعرف على اثنتين منها على أنهما تعودان لرجلين اختفيا في عام 1996. وأدت النتائج إلى توجيه اتهامات لسبعة عسكريين. إن عدد الجثث التي تم استخراجها أقل بكثير من العدد المزعوم في الأصل، وقد ذكرت الحكومة السريلانكية أن المحققين المحليين والأجانب لم يجدوا أي قبور كما زعموا في الأصل، وأنه لا يوجد دليل على العبث بالقبور أيضًا. بعد مرور سبع سنوات، ظل التحقيق مفتوحًا، ولكن لم يتم العثور على المزيد من الجثث في شيماني. أدلة حديثة عُثر عليها في 11 يونيو 2025، حيث عُثر على كميات كبيرة من الهياكل العظمية، وطفل وأم وعدد قليل من الأطفال الذين تعرضوا للاغتصاب الجماعي من قبل الجيش السنهالي السريلانكي.